# Раджкот
Раджкот (англ. Rajkot, ґуджараті: રાજકોટ, гінді राजकोट) — мільйонне місто на заході Індії, штат Гуджарат. Розташоване у центральній частині півострова Катх'явар. Важливий торговий та промисловий осередок. Колишня столиця княжої однойменної держави. У 1924—1944 рр у Раджкоті містилася штабквартира британського управління західними штатами Індії.
Головний промисел міста — виробництво бавовняних і вовняних тканин. Виробництво Раджкоту теж включає кераміку, дизельні двигуни та водяні насоси. Місто відоме традиційними народними ремеслами (срібними виробами, вишиванням та специфічним ткацтвом — «патола»). Освітні заклади включають коледж Раджкумар (1870) та декілька коледжів-філіалів університету Саурашатри. В Ювілейних Садах Раджкота розташовуються Музей та бібліотека Уотсона, де містяться вироби зі срібла, тканини, та інші мистецькі експонати.
Місто — важливий вузол західної залізниці Індії, зі сполученнями до більшості головних міст в Гуджараті. Місту служать мережа важливих автотрас та аеропорт. Місцевість, що оточує Раджкот нерівна, її камянистий ґрунт зрошується декількома річками. Головні врожаї — зернові та круп'яні культури, цукрова тростина та бавовна.
За останнім переписом у 2001 році населення міста становило 974 тис. мешканців. На 2009 р. воно перетнуло мільйонний показник (за оцінками на 2008 р. населення міста нараховувалося у 1 мільйон 395 тис. 026). 90 % населення — індуси.

## Клімат
Раджкот лежить у степовій зоні і на його клімат сильно впливає віддаленість від великих водойм. Найтепліший місяць — травень з середньою температурою 32.2 °C (90 °F). Найхолодніший місяць — січень, з середньою температурою 19.4 °С (67 °F)..
| Клімат Раджкота         | Клімат Раджкота | Клімат Раджкота | Клімат Раджкота | Клімат Раджкота | Клімат Раджкота | Клімат Раджкота | Клімат Раджкота | Клімат Раджкота | Клімат Раджкота | Клімат Раджкота | Клімат Раджкота | Клімат Раджкота | Клімат Раджкота |
| Показник                | Січ.            | Лют.            | Бер.            | Квіт.           | Трав.           | Черв.           | Лип.            | Серп.           | Вер.            | Жовт.           | Лист.           | Груд.           | Рік             |
| Абсолютний максимум, °C | 36              | 39              | 43              | 44              | 47              | 45              | 42              | 38              | 40              | 41              | 40              | 37              | 47              |
| Середній максимум, °C   | 28              | 30              | 35              | 38              | 40              | 37              | 32              | 31              | 33              | 35              | 32              | 29              | 33              |
| Середня температура, °C | 19              | 21              | 25              | 29              | 31              | 31              | 28              | 27              | 27              | 27              | 24              | 20              | 26              |
| Середній мінімум, °C    | 10              | 12              | 16              | 21              | 23              | 25              | 25              | 23              | 22              | 20              | 16              | 12              | 19              |
| Абсолютний мінімум, °C  | 0               | 1               | 6               | 10              | 16              | 20              | 18              | 20              | 16              | 12              | 7               | 2               | 0               |
| Норма опадів, мм        | 0               | 0               | 0               | 0               | 10              | 100             | 270             | 120             | 80              | 10              | 0               | 0               | 620             |
| ----------------------- | --------------- | --------------- | --------------- | --------------- | --------------- | --------------- | --------------- | --------------- | --------------- | --------------- | --------------- | --------------- | --------------- |
| Джерело: Weatherbase    |                 |                 |                 |                 |                 |                 |                 |                 |                 |                 |                 |                 |                 |

## Джерело
- Енциклопедія Британніка [Архівовано 24 лютого 2011 у Wayback Machine.]